# Amanda Fondell
Amanda Fondell (Linderöd, 29 agosto 1994) è una cantante svedese, famosa per aver vinto l'ottava edizione di Swedish Idol nel 2011.

## Biografia
Originaria del sud della Svezia, Amanda Fondell si è presentata alle audizioni per l'ottava edizione del talent show Swedish Idol a Lund, dove ha cantato Mercy di Duffy. Da qui è passata alla seconda fase del programma, dove ha presentato una cover di Womanizer di Britney Spears che ha ottenuto sufficienti voti da parte del pubblico per farla accedere alla fase finale. Il 9 dicembre 2011 Amanda è stata incoronata vincitrice del programma, battendo Robin Stjernberg con il 52% dei voti.
Sia il suo album di debutto All This Way che il singolo di lancio eponimo, usciti subito dopo la sua vittoria, hanno raggiunto il primo posto nelle classifiche svedesi.
Nel 2013 Amanda ha partecipato a Melodifestivalen, la selezione nazionale svedese per l'Eurovision Song Contest, con il brano Dumb. Si è esibita il 16 febbraio nella terza semifinale di Skellefteå, ma con soli 18.488 televoti si è piazzata settima su otto e non ha potuto proseguire nella competizione. Il programma sarà infine vinto dallo stesso Robin Stjernberg che Amanda aveva battuto due anni prima a Swedish Idol. Il singolo ha raggiunto il quarantanovesimo posto in classifica in Svezia.
Amanda ha pubblicato il suo secondo album, Because I Am, il 31 ottobre 2014. Il progetto include sound più cupi e meno commerciali del suo album di debutto, che consisteva principalmente in cover da lei eseguite durante Swedish Idol. Il 2 giugno 2017 è uscito l'EP In a Talk with Nature.

## Discografia

### Album in studio
- 2011 – All This Way
- 2014 – Because I Am

### EP
- 2017 – In a Talk with Nature
- 2020 – Let Me Introduce You to My Thoughts

### Singoli
- 2011 – All This Way
- 2012 – Bastard
- 2013 – Dumb
- 2013 – Let the Rain Fall
- 2014 – Keep the Love
- 2016 – Smoke (con Didrick)
- 2017 – Naked
- 2017 – Count on You
- 2017 – Dumb
- 2017 – The River (con i Moment)
- 2018 – Crown
- 2019 – Heart of Glass
- 2019 – Reckless
- 2019 – Sympathy
- 2020 – Widescreen
- 2020 – Twist